# Crocus goulimyi
Crocus goulimyi es una especie de planta fanerógama del género Crocus perteneciente a la familia de las Iridaceae. Es originaria de  Grecia.

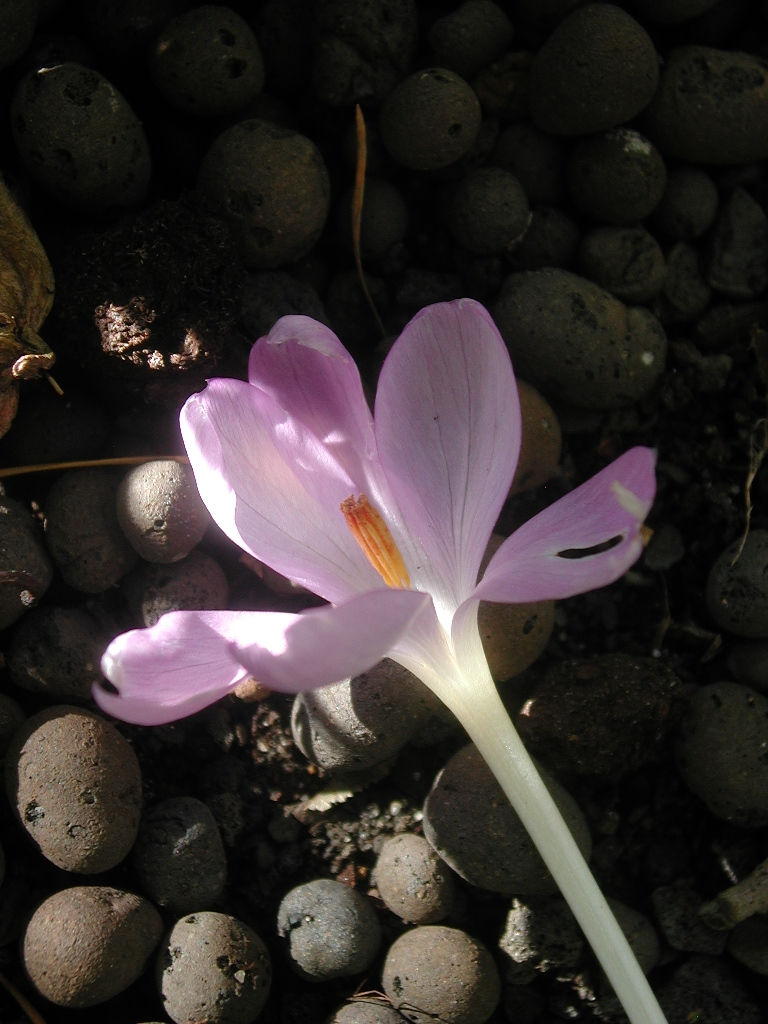
Flor

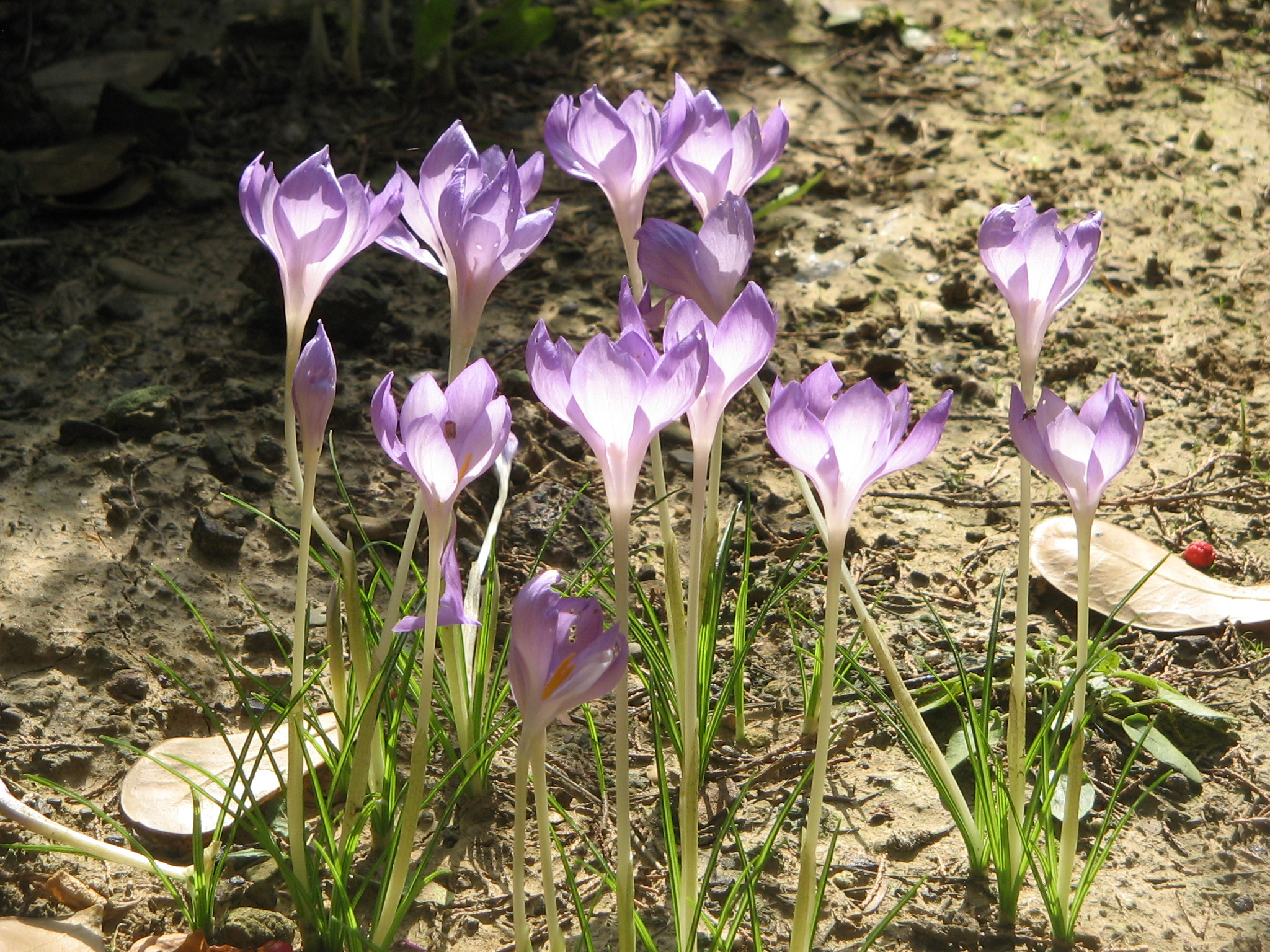
En su hábitat

## Descripción
Crocus goulimyi tiene un cormo perenne y alcanza un tamaño de hasta 10 cm  de altura. Las pequeños flores, son de color lila con gargantas más pálidas y aparecen en otoño. 
Esta planta y el cultivar C. goulimyi subsp. goulimyi 'Mani White' ha ganado el Award of Garden Merit de la Royal Horticultural Society.

## Distribución y hábitat
Crocus goulimyi produce las flores con las hojas en otoño. Hay formas de color lila-azul y blanco con un tubo largo y delgado y segmentos redondeados. Es originaria de Grecia donde crece entre los olivares.

## Taxonomía
Crocus goulimyi fue descrita por William Bertram Turrill y publicado en Kew Bulletin 10: 59. 1955.
Etimología
Crocus: nombre genérico que deriva de la palabra griega:
κρόκος ( krokos ). Esta, a su vez, es probablemente una palabra tomada de una lengua semítica, relacionada con el hebreo כרכום karkom, arameo ܟܟܘܪܟܟܡܡܐ kurkama y árabe كركم kurkum, lo que significa " azafrán "( Crocus sativus ), "azafrán amarillo" o la cúrcuma (ver Curcuma). La palabra en última instancia se remonta al sánscrito kunkumam (कुङ्कुमं) para "azafrán" a menos que sea en sí mismo descendiente de la palabra semita.
goulimyi: epíteto otorgado en honor del botánico griego Constantine Goulimis.
Variedad aceptada
- Crocus goulimyi subsp. leucanthus (B.Mathew) B.Mathew

Sinonimia
- Crocus goulimyi f. albus B.Mathew
- Crocus goulimyi subsp. goulimyi[9][10]